# § 249 StGB der DDR
Der § 249 StGB der DDR stellte „Gefährdung der öffentlichen Ordnung durch asoziales Verhalten“ unter Strafe. Dazu wurde auch die Prostitution in der DDR gezählt (siehe unten).

## Rechtshistorischer Kontext
Gemäß § 361 RStGB (der seinerseits die §§ 117–119 des preußischen Strafgesetzbuchs von 1851 zum Vorbild hatte) wurde mit Haft bestraft,
4. wer bettelt oder Kinder zum Betteln anleitet oder ausschickt, oder Personen, welche seiner Gewalt und Aufsicht untergeben sind und zu seiner Hausgenossenschaft gehören, vom Betteln abzuhalten unterlässt; [...]
Schlimmer als die Haftstrafe, die höchstens sechs Wochen dauerte (§ 18 RStGB), wog jedoch die Möglichkeit der anschließenden Unterbringung in einem Arbeitshaus.
Die Nationalsozialisten nutzten diese Rechtstradition als Grundlage für die Verschleppung und Ermordung von so genannten Asozialen. Die Asozialenpolitik der NS-Diktatur hatte nach 1945 zu keinem radikalen Bruch mit sozialen Vorurteilen und politischen Konzepten geführt. In der Bundesrepublik wurden 1969 die Arbeitshäuser und 1974 die o. g. Strafvorschriften abgeschafft.
In der DDR sollten Arbeitslager und ähnliche Einrichtungen zur Unterdrückung von „Arbeitsbummelei“ und „Arbeitsverweigerung“ eine abschreckende Wirkung zeigen.

## Verurteilungen nach § 249
Der Spitzenwert an Verurteilungen von „Asozialen“ lag im Jahr 1973 mit 14.000 Fällen. Unter den DDR-Häftlingen stellten zu Arbeitserziehung Verurteilte die größte Gruppe. 1975 waren es über 11.300 (27 %). Durch ständige Überfüllung der entsprechenden Einrichtungen war sozialpädagogische Arbeit erheblich erschwert. Es herrschte die Auffassung, Arbeitserziehung sollte durch schwerste körperliche Arbeit geleistet werden.

## Ursprüngliche Fassung des § 249 im Strafgesetzbuch (DDR) von 1968
(1) Wer das gesellschaftliche Zusammenleben der Bürger oder die öffentliche Ordnung dadurch gefährdet, dass er sich aus Arbeitsscheu einer geregelten Arbeit hartnäckig entzieht, obwohl er arbeitsfähig ist, oder wer der Prostitution nachgeht oder wer sich auf andere unlautere Weise Mittel zum Unterhalt verschafft, wird mit Verurteilung auf Bewährung oder mit Haftstrafe, Arbeitserziehung oder mit Freiheitsstrafe bis zu zwei Jahren bestraft. Zusätzlich kann auf Aufenthaltsbeschränkung und auf staatliche Kontroll- und Erziehungsaufsicht erkannt werden.
(2) In leichten Fällen kann von Maßnahmen der strafrechtlichen Verantwortlichkeit abgesehen und auf staatliche Kontroll- und Erziehungsaufsicht erkannt werden.

### Änderungen vom 7. April 1977
Per Gesetz vom 7. April 1977 wurden in Absatz 1 das Wort „Arbeitserziehung“ und im Absatz 3 die Worte „Arbeitserziehung oder“ gestrichen.

## Neufassung vom 28. Juni 1979
Per Gesetz vom 28. Juni 1979 erhielt der § 249 folgende Neufassung:
(1) Wer das gesellschaftliche Zusammenleben der Bürger oder die öffentliche Ordnung und Sicherheit beeinträchtigt, indem er sich aus Arbeitsscheu einer geregelten Arbeit entzieht, obwohl er arbeitsfähig ist, wird mit Verurteilung auf Bewährung, Haftstrafe oder mit Freiheitsstrafe bis zu zwei Jahren bestraft.
(2) Ebenso wird bestraft, wer der Prostitution nachgeht oder in sonstiger Weise die öffentliche Ordnung und Sicherheit durch eine asoziale Lebensweise beeinträchtigt.
(3) In leichten Fällen kann von Maßnahmen der strafrechtlichen Verantwortlichkeit abgesehen und auf staatliche Kontroll- und Erziehungsaufsicht erkannt werden.
(4) Ist der Täter nach Absatz 1 oder 2 oder wegen eines Verbrechens bereits bestraft, kann auf Freiheitsstrafe bis zu fünf Jahren erkannt werden.

### Änderungen
Per Gesetz vom 14. Dezember 1988 wurde der § 249 Abs. 4 aufgehoben.
Infolge des Vertrags vom 18. Mai 1990 wurde durch Gesetz vom 29. Juni 1990 § 249 zum 1. Juli 1990 aufgehoben.